# Leidsekade
Die Leidsekade ist eine Uferstraße in Amsterdam-Centrum.

## Geschichte und Lage
Die Straße liegt am nordöstlichen Ufer der Singelgracht zwischen der Nieuwe Passeerderstraat, wo diese über die Koekjesbrug führt, und dem Holland Casino, südlich des promintenten Leidseplein, dessen weiterer Straßenverlauf die Leidsekade kreuzt. Die Leideskade hat eine Länge von 460 m und erhielt ihren Namen durch Ratsbeschluss vom 19. November 1879. Der Namensbestandteil Leiden rührt von der Leidsepoort, einer Pforte in der Stadtmauer, die ungefähr an der westlichen Seite des Leidseplein von 1646 bis 1862 bestand. Der zweite Namensbestandteil „Kade“ ist das niederländische Wort für Kai (Uferbauwerk). Bei der Anlage der Leideskade wurde die Singelgracht an dieser Stelle verengt, als Ausgleich wurde ein Stück des Parks Leidsebosje auf der gegenüberliegenden Seite geopfert. In den 80er Jahren des 19. Jahrhunderts wurde ein Durchbruch der Leidsegracht zur Singelgracht geschaffen, der das Aussehen der Leidsekade mitbestimmte.

## Bauwerke
Die Leidsekade wurde mit fortlaufenden Hausnummern versehen; die gegenüberliegende Seite an der Singelgracht wurde zur Nassaukade mit eigenen Nummern. Interessanterweise beginnt die Hausnummerierung an der Koekjesbrug bei Nummer 49, als ob die Gemeinde beabsichtigte, den Kai nach Norden zu verlängern, aber darüber ist nichts bekannt. Die Leidsekade wird beidseitig rund in die Einfahrt zur Leidsegracht geführt. Der Straßenname ändert sich nach der Marnixstraat jeweils zu Leidsegracht.
An der Straße finden sich viele alte Gebäude, zum Teil mit Rijksmonument-Status. Das Theater Bellevue aus dem frühen 19. Jahrhundert befindet sich ebenfalls an der Leidsekade. 